# Moulay Rachid af Marokko
Hans kongelige højhed Prins Moulay Rachid, (født 20. juni 1970 Rabat) er prins af Marokko.